# Diocesi di Tizica
La diocesi di Tizica (in latino Dioecesis Thizicensis) è una sede soppressa e sede titolare della Chiesa cattolica.

## Storia
Tizica, identificabile con Henchir-Techgga nell'odierna Tunisia, è un'antica sede episcopale della provincia romana dell'Africa Proconsolare, suffraganea dell'arcidiocesi di Cartagine.
Sono solo due i vescovi documentati di Tizica. Novello fu contemporaneo di Ceciliano di Cartagine ed è menzionato da sant'Agostino di Ippona nel suo "Ai donatisti dopo la conferenza". Vitale prese parte al concilio antimonotelita di Cartagine del 646.
Dal 1933 Tizica è annoverata tra le sedi vescovili titolari della Chiesa cattolica; dal 9 giugno 2023 il vescovo titolare è Fernando Ortega Ortega, vescovo ausiliare di Cuenca.

## Cronotassi

### Vescovi
- Novello † (prima metà del IV secolo)
- Vitale † (menzionato nel 646)

### Vescovi titolari
- Edwin Bernard Broderick † (8 marzo 1967 - 19 marzo 1969 nominato vescovo di Albany)
- Alfonso Nava Carreón † (26 maggio 1969 - 18 marzo 1990 deceduto)
- Edwin Frederick O'Brien (6 febbraio 1996 - 7 marzo 1998 dimesso)
- Louis Dicaire † (18 febbraio 1999 - 19 luglio 2020 deceduto)
- Fernando Ortega Ortega, dal 9 giugno 2023